# Storyteller System
Storytelling System bzw. Storyteller System (englisch, wörtlich „Geschichtenerzähler-System“) bezeichnet die Regelmechanik, die einige der Rollenspiele des Verlages White Wolf nutzen, um Spielentscheidungen herbeizuführen. Dabei wird das Storytelling System für die neueren Spiele benutzt und stellt eine Anpassung der originalen Regelmechanik dar. Passend zur Bezeichnung des Spielsystems wird der Spielleiter darin Storyteller (englisch, wörtlich „Geschichtenerzähler“) genannt.

## Geschichte
Die Entwicklung von Vampire: The Masquerade begann 1990. Das Konzept von Mark Rein·Hagen beinhaltete Urban Fantasy und eine düstere, schaurige Grundstimmung in einer Serie miteinander verknüpfter Spiele. Verantwortlich für die Entwicklung der dazugehörigen Spielmechanik war Tom Dowd, Co-Designer von Shadowrun. Dadurch kamen einige aus den Shadowrun-Veröffentlichungen bekannte Regelmechaniken in das Vampire-Regelwerk, beispielsweise vergleichende Würfelproben. Als Spielwürfel sollten allerdings 10-seitige statt der normalen 6-seitigen Würfel verwendet werden. Das entstehende Spielsystem wurde Storyteller System genannt und bis 2003 verwendet.
Mit dem Erscheinen der „Neuen Welt der Dunkelheit“ wurden auch die Regelmechaniken geändert. Das neue Storytelling System ist im Prinzip eine vereinfachte Form seines Vorgängers. Es wurde 2004 in dem Grundregelwerk The World of Darkness publiziert.

## Aufbau des Würfelsystems
1. Es wird ein Würfelpool bestimmt, dessen Größe sich nach den Werten des Charakters richtet, der die Handlung unternimmt (z. B. Intelligenzwert von 5 = Würfelpool besteht aus fünf Würfeln). Falls notwendig,  werden Abzüge (z. B. für Verwundungen) einbezogen.
2. Der Spielleiter oder die Regeln legen als Mindestwurf eine Zahl fest, die ein Würfel mindestens zeigen muss, um als Erfolg gewertet zu werden.
3. Nach dem Würfeln wird dann aus der Anzahl der Erfolge entweder vom Spielleiter die „Qualität“ einer Handlung interpretiert (also festgelegt, wie erfolgreich diese Handlung war), oder die Anzahl der gewürfelten Erfolge geht direkt als numerischer Wert in das Spielgeschehen ein (z. B. halten einige Kräfte so viele Runden an, wie Erfolge erzielt wurden).
4. Jeder Würfel, der eine 1 zeigt, reduziert die Anzahl der Erfolge um einen Erfolg.
5. Erzielt ein Spieler weniger als 0 Erfolge (z. B. ergeben fünf Würfel mit zwei Erfolgen und drei Einsen -1 Erfolg), gilt das Ergebnis als Patzer und hat entsprechend negative Folgen für den Spieler, die je nach Schwere des Patzers auch sehr drastisch ausfallen können.

### Anpassungen
In späteren Editionen einiger auf dem Storyteller System basierender Spiele wurde die Regelung genutzt, dass ein Patzer nur dann zustande kommt, wenn überhaupt kein Erfolg gewürfelt wurde und mindestens eine 1 gefallen ist. Dies sorgt dafür, dass Patzer bei relativ einfachen Handlungen (mittlerer Mindestwert) bei fähigen Personen (großer Würfelpool) seltener werden.
Mit Erscheinen der Neuen Welt der Dunkelheit wurde das System dahingehend geändert, dass immer gegen eine feste Mindestzahl erwürfelt werden muss, damit ein Würfel als Erfolg gewertet wird. Schwierige Umstände oder anderweitig widrige Bedingungen beeinflussen nun lediglich den Würfelpool.